# 澄韦高速公路
澄城至韦庄高速公路，简称澄韦高速，是陕西省“2367”高速公路网纵线之一“榆商线”的组成部分，以及陕西省级高速澄商高速公路（S13）的重要路段。线路北起陕西省渭南市澄城县赵庄镇罗家洼村，与中国国家高速公路网菏宝高速公路合阳至铜川段相接，向南经庄头镇、澄城县城、交道镇，至蒲城县永丰镇，与韦罗高速公路相接，全长37.128公里，其中澄城县境内30.016公里，蒲城境内7.112公里。由中铁第一勘察设计院设计，中铁建西北投资建设有限公司以BOT模式投资建设。于2019年11月28日开工建设，2022年9月29日建成通车。

## 工程规模
全线采用双向四车道高速公路标准，设计时速100公里，路基宽度26米。桥涵设计汽车荷载等级采用公路-Ⅰ级，设计洪水频率1/100（特大桥1/300）；项目区地震动峰值加速度为0.15g，地震基本烈度为Ⅶ度。其他指标执行《公路工程技术标准》（JTG B01-2014）。澄城互通式立交连接线采用一级公路标准，设计速度60公里/小时，路基宽度23.5米。赵庄连接线采用二级公路标准，设计速度60公里/小时，路基宽度12米。
全线路基挖方380.2万立方米，填方420.5万立方米，大中桥2149米/10座，涵洞53道，互通式立交2处，分离式立交274米/4处，天桥、渡槽348米/4座，通道62道，养护工区、管理中心、澄城收费站（合建）1处，交道停车区1处，赵庄镇连接线7.194公里，澄城互通立交连接线2.397公里。项目总投资31.4亿元人民币，平均每公里造价8457万元。

## 建设历程
- 2014年2月23日，陕西省人民政府办公厅以陕政办函〔2014〕51号文件批复同意以BOT模式建设澄韦高速公路[5]。
- 2018年5月，渭南市交通运输局采取公开招标方式，确定中铁建西北投资建设有限公司、中铁建投资基金管理有限公司、中铁第一勘察设计院集团有限公司及中铁十五局集团有限公司联合体为澄韦高速项目投资人。
- 2018年10月，中铁建（渭南）澄韦高速公路有限公司在渭南注册成立。
- 2018年12月，澄韦高速公路特许经营权协议签订[6]。
- 2019年11月28日，澄韦高速公路正式开工建设[2]。
- 2020年12月25日，中华人民共和国自然资源部以自然资函〔2020〕1027号文件批复澄韦高速公路工程建设用地，批准用地209.3385公顷，其中：澄城县179.9035公顷、蒲城县29.435公顷[7]。
- 2021年5月21日，陕西省交通运输厅以陕交函〔2021〕663号文件批复同意了澄韦高速公路施工图设计[4]。
- 2022年8月13日，澄韦高速公路通过交工验收，工程质量综合得分98.9分，质量等级为评定为合格[8]。
- 2022年9月26日，陕西省人民政府以陕政函〔2022〕127号文件批复同意澄韦高速公路设站收取车辆通行费[9]。
- 2022年9月27日，陕西省交通运输厅发布了澄韦高速公路设站收取车辆通行费的通告[10]。
- 2022年9月29日，澄韦高速公路正式建成通车[3]。

## 车辆通行费
澄韦高速公路纳入陕西省高速公路网，按照ETC全国联网收费技术要求，实行以电子不停车ETC收费为主、人工收费为辅的收费方式。收费期限为29年11个月20天，自2022年9月29日至2052年9月17日止。若国家收费政策调整，从其规定。

### 客车
| 类别 | 车辆类型       | 核定载人数 | 说明                                             | 道路费率标准（元/车·公里） |
| ---- | -------------- | ---------- | ------------------------------------------------ | -------------------------- |
| 1类  | 微型、小型     | ≤9         | 车长小于6000mm且核定载人数不大于9人的载客汽车    | 0.70                       |
| 2类  | 中型乘用车列车 | 10-19—     | 车长小于6000mm且核定载人数为10-19人的载客汽车—   | 1.23                       |
| 3类  | 大型           | ≤39        | 车长不小于6000mm且核定载人数不大于39人的载客汽车 | 1.58                       |
| 4类  | 大型           | ≥40        | 车长不小于6000mm且核定载人数不小于40人的载客汽车 | 1.90                       |

### 货车及专项作业车
| 类别 | 总轴数（含悬浮轴） | 说明                                         | 道路费率标准（元/车·公里） |
| ---- | ------------------ | -------------------------------------------- | -------------------------- |
| 1类  | 2                  | 车长小于6000mm且最大允许总质量小于4500kg     | 0.70                       |
| 2类  | 2                  | 车长不小于6000mm且最大允许总质量不小于4500kg | 1.26                       |
| 3类  | 3                  | —                                            | 2.03                       |
| 4类  | 4                  | —                                            | 2.47                       |
| 5类  | 5                  | —                                            | 2.71                       |
| 6类  | 6                  | —                                            | 2.86                       |

大件运输车辆的道路收费标准和桥隧加收标准，以1类货车收费标准为基数，7轴收费系数为7，7轴以上按每增加一轴增加收费系数1，依此类推，最高至15轴。15轴以上收费系数统一按15轴执行。

## 沿线设施列表

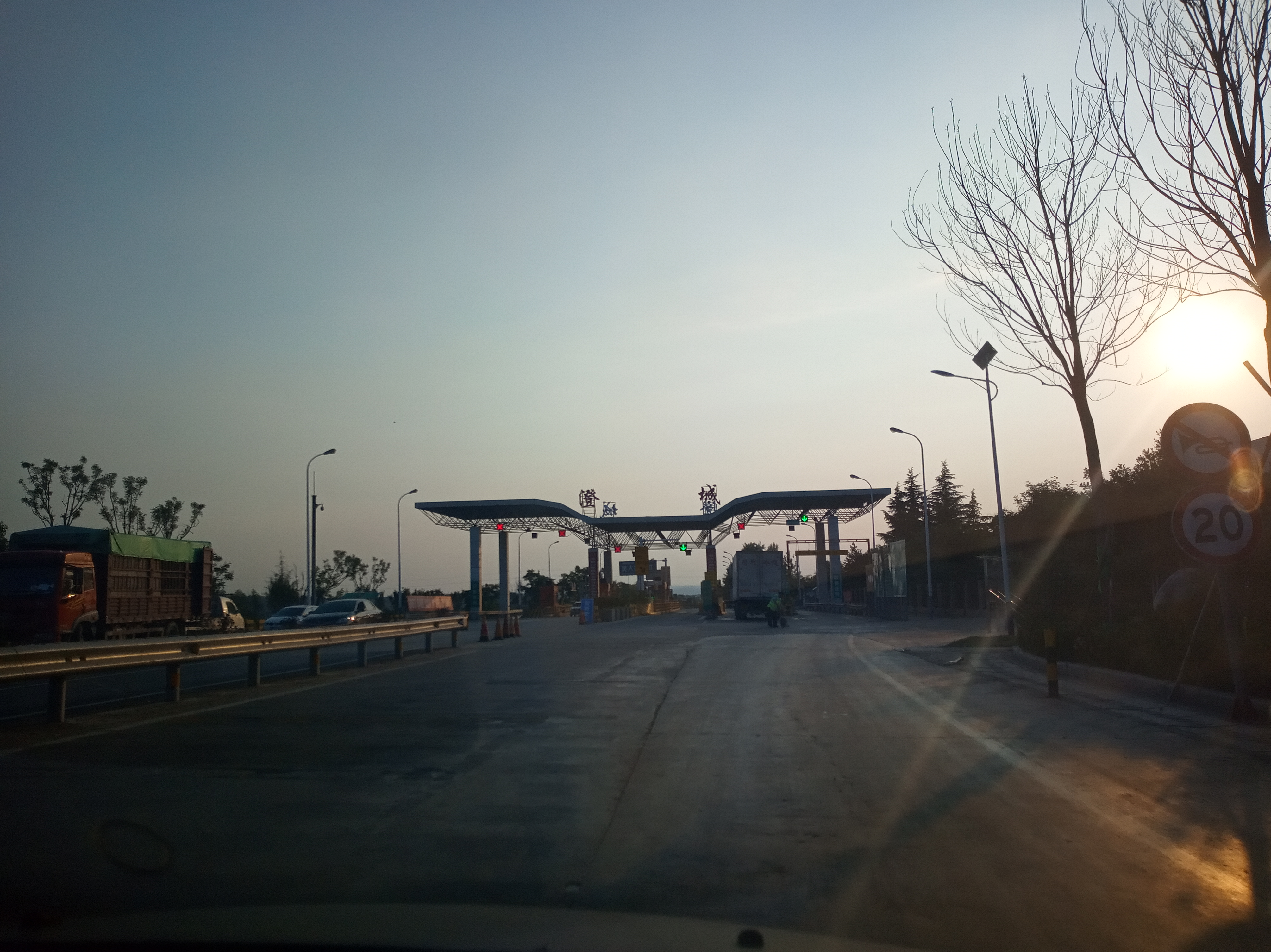
澄城收费站

| 地区                                                                                         | 里程 | 类型                              | 名称       | 连接              | 说明 |
| -------------------------------------------------------------------------------------------- | ---- | --------------------------------- | ---------- | ----------------- | ---- |
| 渭南市 澄城县                                                                                |      | 出入口                            | 澄城北     | 211县道           |      |
| 渭南市 澄城县                                                                                | 0    | 枢纽 · 主线出入口                 | 澄城北枢纽 | 合铜高速          |      |
| 渭南市 澄城县                                                                                | 15   | 出入口                            | 澄城       | 106省道           |      |
| 渭南市 澄城县                                                                                | 23   | 停车场 · 加油设施 · 修车站 · 餐厅 | 交道服务区 | 交道服务区        |      |
| 渭南市 蒲城县                                                                                |      | 出入口                            | 永丰       | 108国道           |      |
| 渭南市 蒲城县                                                                                | 37   | 枢纽                              | 永丰枢纽   | 西禹高速 韦罗高速 |      |
| 1.000 英里 = 1.609 千米；1.000 千米 = 0.621 英里 并行路段 • 已关闭／取消 • 限制进入 • 未开放 |      |                                   |            |                   |      |